# Wilson Creek (Washington)
Wilson Creek es un pueblo ubicado en el condado de Grant en el estado estadounidense de Washington. En el año 2000 tenía una población de 227 habitantes y una densidad poblacional de 88,7 personas por km².

## Geografía
Wilson Creek se encuentra ubicada en las coordenadas 47°19′1″N 119°32′53″O / 47.31694, -119.54806.

## Demografía
Según la Oficina del Censo en 2000 los ingresos medios por hogar en la localidad eran de $23.750, y los ingresos medios por familia eran $24.375. Los hombres tenían unos ingresos medios de $31.667 frente a los $11.250 para las mujeres. La renta per cápita para la localidad era de $11.464. Alrededor del 27,4% de la población estaban por debajo del umbral de pobreza.